# Europa Geophysical Explorer
Europa Geophysical Explorer (EGE) är en tilltänkt rymdsond som kommer att undersöka Jupiters måne Europa. EGE kommer att studera det underjordiska hav som rymdforskarna tror finns under istäcket samt möjliga landningplatser för framtida uppdrag. Forskare kommer att studera 3D bilder av havet och det överliggande lagret av is. EGE kommer också undersöka förfluten och nuvarande ytaktiviteter. Tidigaste uppskjutningdatumet för EGE är 2015.